# Miguel Monjiu Panzano
Miguel Monjiu Panzano, también como Monchiu, (¿Huesca?, ¿1648? - Segorbe, 28 de marzo de 1684) fue un compositor y maestro de capilla español.

## Vida
La primera noticia de Monjiu que se tiene es del 15 de febrero de 1658, cuando ingresa como infantillo en el coro de música de la Catedral de Valencia procedente de Huesca. Permanecería como infante «2 años, 9 meses y 15 días» bajo el magisterio de Gracián Babán. Permaneció en la Catedral de Valencia hasta 1664, ocupando entre tanto desde 1661 el cargo de acólito de la Catedral.
En 1662 tomó parte en las oposiciones al magisterio del Real Colegio del Corpus Christi de Valencia, pero sin éxito, ya que el cargo fue para el maestro de capilla de la Catedral de Teruel, José Hinojosa. Participaron en el examen, además de Monjiu e Hijojosa, Gabriel Chambi, ministril de la Catedral de Valencia; Roque Montserrat, organista de la parroquia de Santa Catalina de Valencia; y Luis Vicente Gargallo, maestro de capilla de la Catedral de Huesca. Como jurados se eligió a Gracián Babán, el maestro de Valencia, y sus dos organistas, Andrés Pérez de Argansa y Jerónimo de la Torre. La oposición se realizó durante seis días, del 22 al 27 de noviembre de 1662, y el tribunal se decidió por Gargallo, el que obtuvo una mejor puntuación en el exigente examen, seguido por Monjiu e Hinojosa. Babán con toda probabilidad había sido maestro de Gargallo en la Catedral de Huesca, además de ser su antecesor en la maestría de la metropolitana oscense, por lo que conocía bien sus talentos.

Ynforme del examen de Maestros de Capilla del Ill[ustr]e Colegio de Corpus Xpi. de Val[enci]a el qual se empeço Miercoles a 22 de Nou[iembr]e de 1662 al qual concurrieron, Miguel Monchiu, Roque Monçerrat presb[íter]o Grabiel Sostre, Y Sola Musico  de la Metropoli[tana] y el M[aestr]o Joseph Ynojosa de la Catredal de Terguel, y Luys Gargallo M[aestr]o de la de Huesca. Sie[n]do examinadores nombrados el Licenciado Gracian Baban M[aestr]o de la Metropolitana de Val[enci]a, Andres Perez de Argansa y G[eroni]mo La Torre organista de dicha Metropolitana.
[...]
De  todo Lo dicho sacamos en Consequencia todos tres examinadores unanimes, Y conformes, que de todo rigor de Justicia deue dar V[uestra] S[eñorí]a La plaza al M[aestr]o de Huesca, y, como se ha hecho el examen para este santuario, se hiziera para nuestra metropolitana, O cualquiera  otra Yglessia de España, se la dieramos asimismo, por hauer en el dicho sujeto sciencia,  habilidad, Y pericia para qualquiera de ellas. Este es nuestro sentir, Y por tanto Lo firmamos en Val[enci]a, a 29 de Nouie[mbr]e 1662

El musicólogo Sánchez Mombiedro considera que «las pruebas preparadas respondían a la tipología habitual de las grandes capillas de la península» y el resultado fue «imparcial y ecuánime, realizado por un jurado competente», aunque solo era consultivo. Se desconoce porqué el cabildo se decidió por Hinojosa, nombrándolo maestro de capilla el 14 de diciembre de 1662, a pesar de que Gargallo y Monjiu obtuvieran mejores puntuaciones. El hecho produjo una cierta polémica, que se extendió hasta 1667.

### Magisterio de Segorbe
En noviembre de 1664 Monjiu ganó la plaza de maestro de capilla en la Catedral de Segorbe, lo que se documenta ese mismo mes en las actas capitulares:

[...] que al Maestro Monjiu desde pasados Todos Santos le corra por entero el salario que tuvieron sus antecesores (85 libras) por haber terminado los tres años que se ofreció a servir por 40 libras.
Actas capitulares de la Catedral de Segorbe, 30 de noviembre de 1667

Sus actividades en Segorbe fueron las habituales de un maestro de capilla: dirección de la capilla de música, composición de la música de la capilla en los días de guardar, educación de los infantillos y examinador de las oposiciones a los cargos musicales de la Catedral. Esta última función la ejerció en 1666 cuando se eligió como tenor de la capilla a José Montán, o como cornetas a Melchor Aguilar y Vicente Campos. En cuanto a su función como compositor, el cabildo le ordenó en diciembre de 1677 que compusiese villancicos para la Salve
y Misa del día de la Virgen del Rosario. Los villancicos debían ser controlados y aprobados por determinados capitulares, para asegurar que las letras eran adecuadas.
Falleció el 28 de marzo de 1648 en Segorbe, siendo enterrado al día siguiente.

## Obra
Las composiciones de Monjiu, a pesar de mantener una forma tradicional o clásica, muestra un espíritu nuevo, con un lenguaje y expresividad renovadoras y una tendencia hacia la tonalidad moderna. También renovó la línea melódica, haciéndola muy variada y alejándola de compositores anteriores.
En el archivo de la Catedral de Segorbe se conservan 47 composiciones, de las que 45 son en latín, 28 conservadas en su totalidad y 17 solo parcialmente. En castellano sólo se conservan dos villancicos, ambos incompletos. También se conserva un villancico en el archivo de las catedrales de Zaragoza.